# 香港交通安全會
香港交通安全會（英語：Hong Kong Road Safety Association，縮寫：英語：）於1961年成立，於1963年組織香港交通安全隊，是香港唯一進行促進行人交通安全的志願團體。

## 歷史
香港交通安全會於1961年由靳寧漢神父（Father Patrick Cunningham）創立，成立初期只有7位委員，經費則由各委員物色社會熱心人士及商業機構贊助。於1963年組織香港交通安全隊後工作日漸擴大，並獲得社會各界人士的認同，因此香港政府每年撥款予以資助，其後更撥地興建永久會址。
1969年交通安全會在香港召開首次國際交通安全會議，各國出席的代表有200多人。1972年香港政府成立「交通安全常務委員會」，負責統籌推動公眾關注交通安全的工作，交通安全會是當時唯一被邀加入的非政府組。1983年「交通安全常務委員會」重組成為現時的 「道路安全議會」。1985年交通安全會再度舉辦國際交通安全會議，有來自全球24個國家300多名代表出席會議。

## 總部

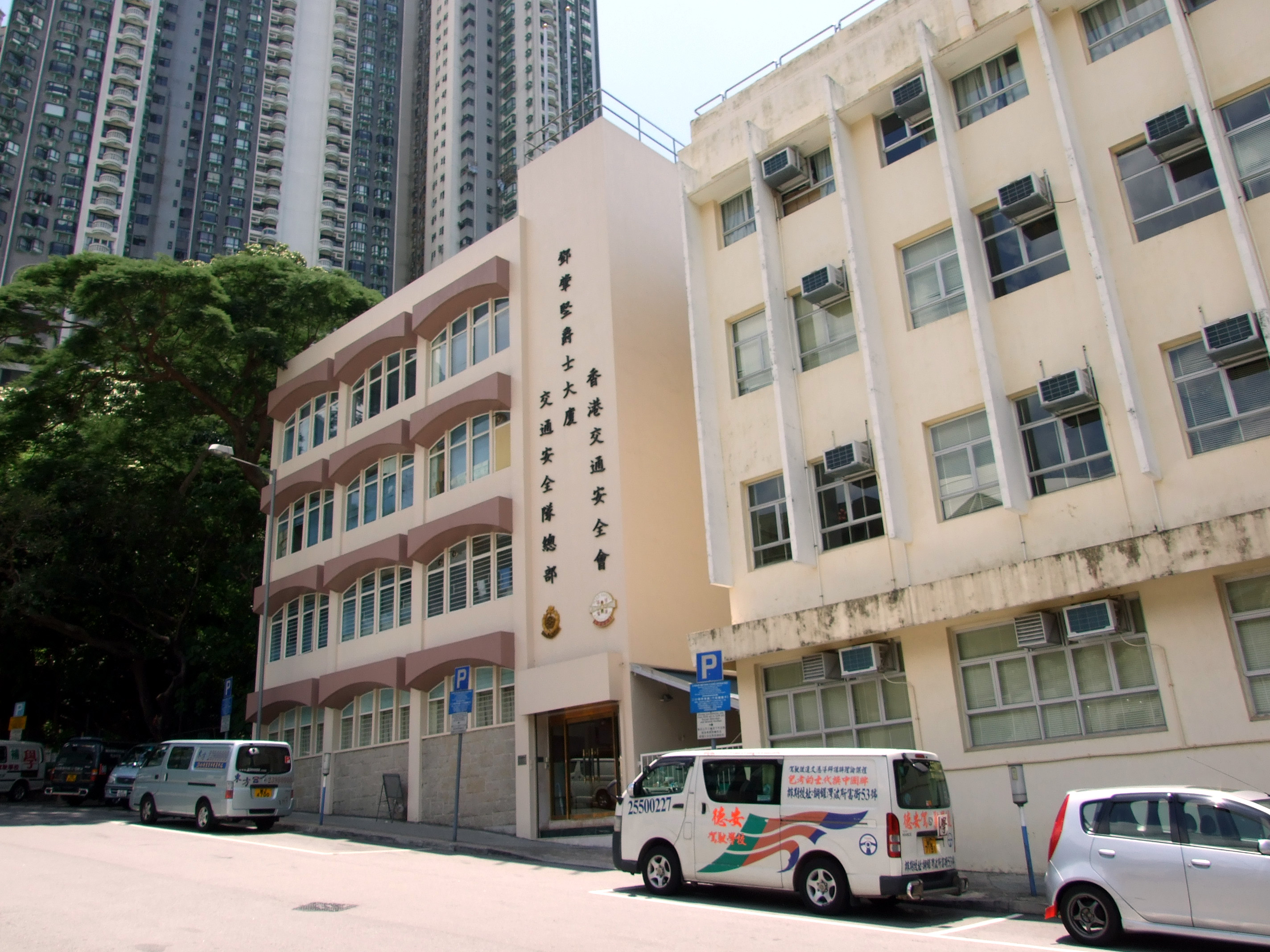
香港交通安全會鄧肇堅爵士大廈

香港政府在1968年撥出位於銅鑼灣掃桿埔一幅官地用作香港交通安全會興建永久會址之用，其後獲得鄧肇堅爵士捐助建築費用，總部大廈於1975年落成，命名為「鄧肇堅爵士大廈」，一直沿用至今。

## 組職
交通安全會的贊助人是時任香港特別行政區行政長官。執行委員會負責推動會務及執行決策，而成員是經由會員大會選舉而產生，任期每兩年一屆。
贊助人
- 李家超，香港特別行政區行政長官

名譽會長
| - 麥美娟，民政及青年事務局局長 - 雲大棉 - 邊陳之娟 - 霍震霆 | - 盧文端 - 洪祖杭 - 陳耀星 - 余錦基 - 尹志強 | - 李文俊 - 李文斌 - 鄭承隆 - 鄭承峰 |

會長
- 方俊文

副會長
| - 姚啟文 - 盧平 - 陳延年 | - 鍾子權 - 溫俊文 - 袁志平 | - 佘靜怡 - 林源森 |

## 服務

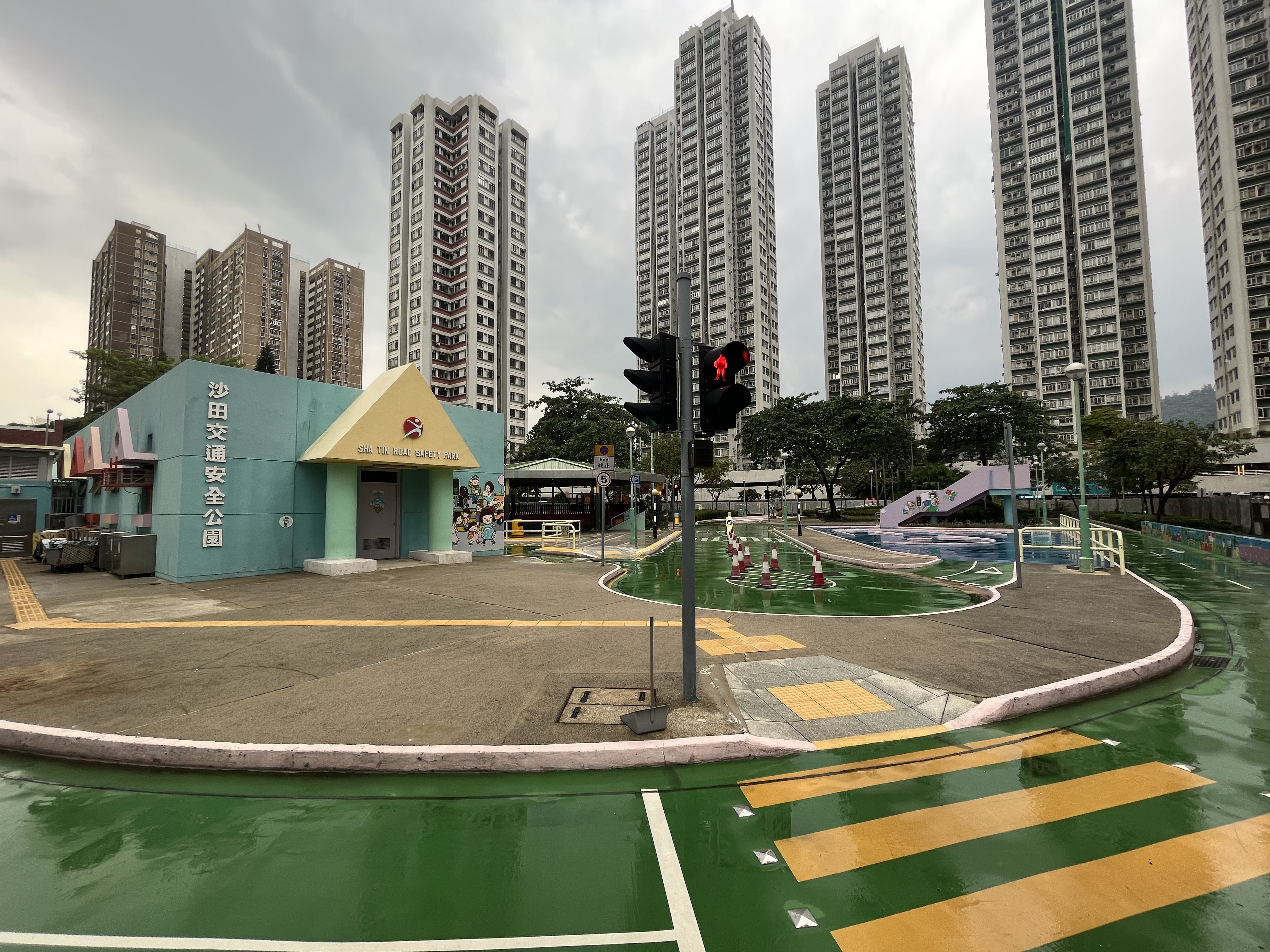
沙田交通安全城

### 交通安全城
為讓香港的學童有一個真實的環境用作學習使用道路的正確方法，交通安全會、香港警務處及市政局於1970年在官塘秀茂坪共同籌建了首座交通安全城。時至今日，另外再開辦有北角、沙田及屯門，合共四座交通安全城。

### 交通安全隊
交安會於1963年創辦交通安全隊，獲得香港警務處交通總部道路安全課的支持，負責提供交通安全隊的訓練。交通安全隊加強青少年使用道路知識，及促進公眾認識自身對道路安全的應有責任。交通安全隊的學校隊伍來自280多間中、小學校，並組成「長者交通安全隊」12隊和「幼兒交通安全隊」140多隊，以及成人隊伍，現時合共約有超過14,000名隊員。

## 外部連結
- 香港交通安全會 （页面存档备份，存于）